# Парадигма (философия)
В науке и философии паради́гма (от др.-греч. παράδειγμα, «шаблон, пример, образец», παραδείκνυμι — «представлять») означает определённый набор концепций или шаблонов мышления, включая теории, методы исследования, постулаты и стандарты, в соответствии с которыми осуществляются последующие построения, обобщения и эксперименты в области.

## История
Первоначально слово использовалось в лингвистике и риторике. Так, например, ЭСБЕ определяет этот термин следующим образом: «в грамматике — слово, служащее образцом склонения или спряжения; в риторике — пример, взятый из истории и приведённый с целью сравнения». Словарь Merriam-Webster 1900 года дает аналогичное определение его использования только в контексте грамматики или как термин для иллюстрирующей притчи или басни.
С конца же 1960-х годов этот термин стал преимущественно использоваться в философии науки и социологии науки для обозначения ведущей системы идей, взглядов и понятий, исходной концептуальной схемы, модели постановки проблем и их решения, методов исследования, господствующих в течение определённого времени в научном сообществе.
Одно из первых и наиболее известных упоминаний понятия встречается в диалогах Платона, где он использовал его в значении первообраза самопорождения космоса.

## Научная парадигма
Это понятие, в современном смысле слова, введено американским физиком и историком науки Томасом Куном, который выделял различные этапы в развитии научной дисциплины:
- допарадигмальный (предшествующий установлению парадигмы);
- господства парадигмы (так называемая «нормальная наука»);
- кризис нормальной науки;
- научной революции, заключающейся в смене парадигмы, переходе от одной к другой.

Согласно Т. Куну, парадигма — это то, что объединяет членов научного сообщества и, наоборот, научное сообщество состоит из людей, признающих определённую парадигму. Как правило, парадигма фиксируется в учебниках, трудах учёных и на многие годы определяет круг проблем и методов их решения в той или иной области науки, научной школе. К парадигме можно отнести, например, взгляды Аристотеля, ньютоновскую механику и тому подобные вещи.
«Под парадигмами я подразумеваю признанные всеми научные достижения, которые в течение определённого времени дают научному сообществу модель постановки проблем и их решений»

«Вводя этот термин, я имел в виду, что некоторые общепринятые примеры фактической практики научных исследований — примеры, которые включают закон, теорию, их практическое применение и необходимое оборудование, — все в совокупности дают нам модели, из которых возникают конкретные традиции научного исследования»

## Смена парадигм
Смена парадигм представляет собой научную революцию или эволюционный переход.